# Magaliesbergen

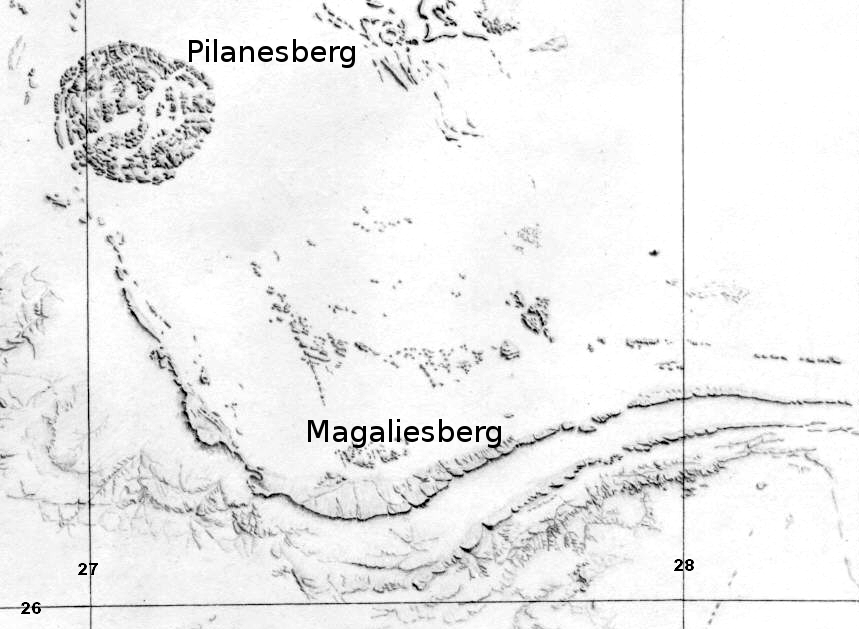
En reliefkarta över Magaliesbergen och Pilanesbergen

Magaliesbergen är en bergskedja i Sydafrika  som sträcker sig från Pretoria (Gautengprovinsen) i öster till en punkt söder om Pilanesbergen i Nordvästprovinsen i väster. Bergskedjans högsta punkt är Nooitgedacht (1852 meter[källa behövs]).

## Geologi

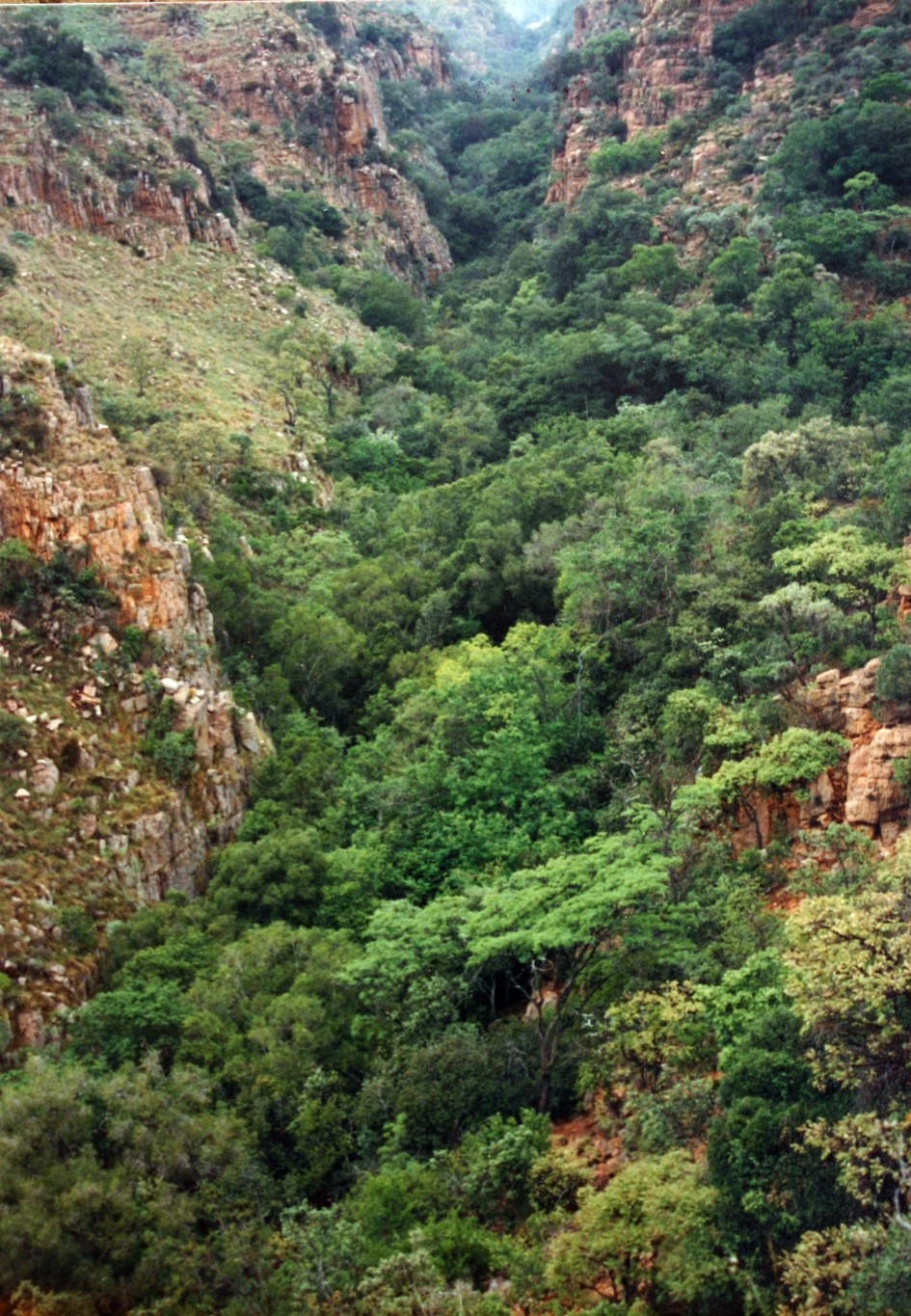
Tonquani Kloof (Tonquanikanjonen)

Magaliesbergen har en mycket lång geologisk historia. Sediment av kvartsit, flinta, dolomit och andra mineraler samlades i det inlandsavrinningsområde som då fanns ovanför de cirka 3 miljarder år gamla bergarter som bildades under Arkeikum. Denna process pågick i ungefär 300 miljoner år. För cirka 2 miljarder år sedan skapades Bushveldkomplexet då stora mängder magma flöt upp ovanpå lagren med sediment. Trycket som då skapades på sedimentet gjorde att lagren välte och rätades upp. Den processen ligger till grund för de många kanjoner som finns i området. 
Bushveldkomplexet har en av världens största malmfyndigheter ur platinagruppen och står för 89 % av världens reserver av metaller ur gruppen..

## Klimat
Bergskedjan formar en naturlig barriär mellan det lägre liggande Bushveld i norr och det kyligare Highveld i söder. Den genomsnittliga nederbörden (650 mm per år) faller under sommaren i form av åskstormar. På vintern bildas frost ofta i dalarna på den södra sidan men nästan aldrig på den norra sidan. 

## Historia
Området kring Magaliesbergen har sett lång historia av mänsklig aktivitet som går tillbaka åtminstone 2 miljoner år till hominida arter i och runt Sterkfonteingrottan.
Senare invånarna i bergskedjan kallade dem Kashanbergen, men namnet har senare ändrats till Magaliesberg efter tswanahövdingen Magali vars stam bodde i området när de holländska emigranterna kom till området på 1830-40-talet. Under artonhundratalet passerade upptäcktsresande som David Livingstone och William Harris området.
Jordbruk utgör idag en stor del av näringen i området, men turism har blivit allt mer betydelsefullt. 